# Глинє (Брасловче)
Глинє (словен. Glinje) — поселення в общині Брасловче, Савинський регіон, Словенія. 
Висота над рівнем моря: 293,2 м.